# Hệ thực vật

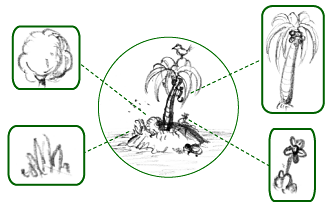
Sơ đồ đơn giản hóa hệ thực vật của một hòn đảo.

Hệ thực vật là tập hợp các loại thực vật sống trong một vùng hoặc một giai đoạn nhất định, thường là chúng xuất hiện tự nhiên hoặc là các loài thực vật bản địa. Thuật ngữ tương đương để chỉ động vật là hệ động vật. Các loại vi khuẩn, tảo và các loài sinh vật khác đôi khi cũng được xem là hệ thực vật,